# Speedrace för kallblod
Speedrace för kallblod, är ett årligt travlopp för kallblodiga travhästar över 4 år som körs under Elitloppshelgen på Solvalla i Stockholm. Loppet kördes för första gången 2020, och har samma upplägg som motsvarande lopp för varmblod. Loppet körs över 640 meter med autostart. Förstapris är 100 000 kronor.
Premiärupplagan 2020 vanns av den norska hästen Särpefanten, trots galopp.

## Upplägg och genomförande
Nio hästar tävlar över distansen 640 meter med autostart. Hästarna är indelade i tre kvalheat som körs med några minuters mellanrum. Spåren avgörs efter lottning. Även spåren i finalen lottas. Heatvinnarna möts direkt efter kvalheaten i ett finalheat.
| Heat | Heat A | Heat A | Heat A | Heat B | Heat B | Heat B | Heat C | Heat C | Heat C |
| ---- | ------ | ------ | ------ | ------ | ------ | ------ | ------ | ------ | ------ |
| Nr   | 1      | 2      | 3      | 4      | 5      | 6      | 7      | 8      | 9      |

## Finalvinnare
| År   | Häst           | Efter          | Nationalitet | Kusk                    | Tränare          | Odds  |
| ---- | -------------- | -------------- | ------------ | ----------------------- | ---------------- | ----- |
| 2025 | Alsaker Pumbaa | Åsajerven      | Norge        | Ole Johan Östre         | Monica Einarsen  | 3,,58 |
| 2024 | B.W.Sture      | Moe Odin       | Sverige      | Mats E Djuse            | Jan-Olov Persson | 2,71  |
| 2023 | Ramstad Balder | Norheim Faksen | Norge        | Adrian Solberg Akselsen | Andreas Opheim   | 3,98  |
| 2022 | Smedsbo Faksen | Järvsöfaks     | Sverige      | Åke Svanstedt           | Hanna Edvinsson  | 17,85 |
| 2021 | Ådne Odin      | Bork Odin      | Norge        | Ole Johan Östre         | Ole Johan Östre  | 25,03 |
| 2020 | Särpefanten    | Moe Odin       | Norge        | Ole Johan Östre         | Ole Johan Östre  | 1,50  |